# Municipio de Maryland (Illinois)
El municipio de Maryland (en inglés: Maryland Township) es un municipio ubicado en el condado de Ogle en el estado estadounidense de Illinois. En el año 2010 tenía una población de 535 habitantes y una densidad poblacional de 5,73 personas por km².

## Geografía
El municipio de Maryland se encuentra ubicado en las coordenadas 42°9′53″N 89°30′8″O / 42.16472, -89.50222. Según la Oficina del Censo de los Estados Unidos, el municipio tiene una superficie total de 93.35 km², de la cual 93,3 km² corresponden a tierra firme y (0,05 %) 0,05 km² es agua.

## Demografía
Según el censo de 2010, había 535 personas residiendo en el municipio de Maryland. La densidad de población era de 5,73 hab./km². De los 535 habitantes, el municipio de Maryland estaba compuesto por el 98,32 % blancos, el 0,56 % eran afroamericanos, el 0,19 % eran amerindios, el 0,75 % eran de otras razas y el 0,19 % eran de una mezcla de razas. Del total de la población el 2,06 % eran hispanos o latinos de cualquier raza.